# Делеон, Идалис
И́далис Мари́я ДеЛео́н (англ. Idalis Maria DeLeón; 15 июня 1969, Бруклин, Нью-Йорк, Нью-Йорк, США) — американская актриса

, певица, фотомодель, телеведущая, режиссёр, сценаристка и продюсер.

## Биография и карьера
ДеЛеон, которая имеет пуэрто-риканское происхождение, сначала начала свою карьеру в составе девичьей группы Seduction, которая вошла в десятку лучших хитов с песней «Two to Make It Right» в 1989 году. В качестве ведущей, ДеЛеон работала на VH1, Fox Family, Fox Sports и Access Hollywood, а с 2003 года — еженедельно ведёт программы на Extra. С 2004 года ДеЛеон также работает на Sí TV, где ведёт шоу «Завтрак», «Обед» и «Ужин». Также она сыграла более чем в 30-ти фильмах и телесериалах. В 2004 году она сыграла стриптизёршу Софию в восьми эпизодах телесериала «Клиент всегда мёртв».

## Избранная фильмография
| Год       |   | Русское название     | Оригинальное название | Роль                   |
| --------- | - | -------------------- | --------------------- | ---------------------- |
| 1998      | ф | Гонка                | Ride                  | Чэрити                 |
| 1999      | с | Король Квинса        | The King of Queens    | Джилл                  |
| 2000      | с | Беверли-Хиллз, 90210 | Beverly Hills, 90210  | Джули                  |
| 2001      | с | Человек-невидимка    | The Invisible Man     | Эллианора / Хелен Блэк |
| 2003—2004 | с | Клиент всегда мёртв  | Six Feet Under        | София Моралес          |
| 2006      | ф | Беги без оглядки     | Running Scared        | Дивайна                |
| 2006      | с | Части тела           | Nip/Tuck              | Гала Галлардо          |
| 2007      | с | Чёрная метка         | Burn Notice           | Конча Рамирес          |